# 阿巴拉契亚山脉

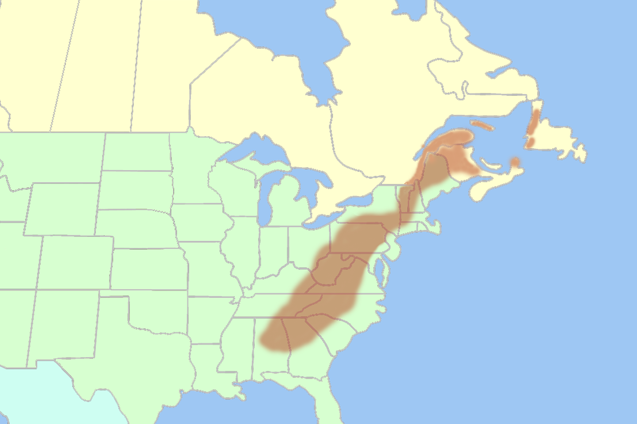
阿巴拉契亚山脉的范围

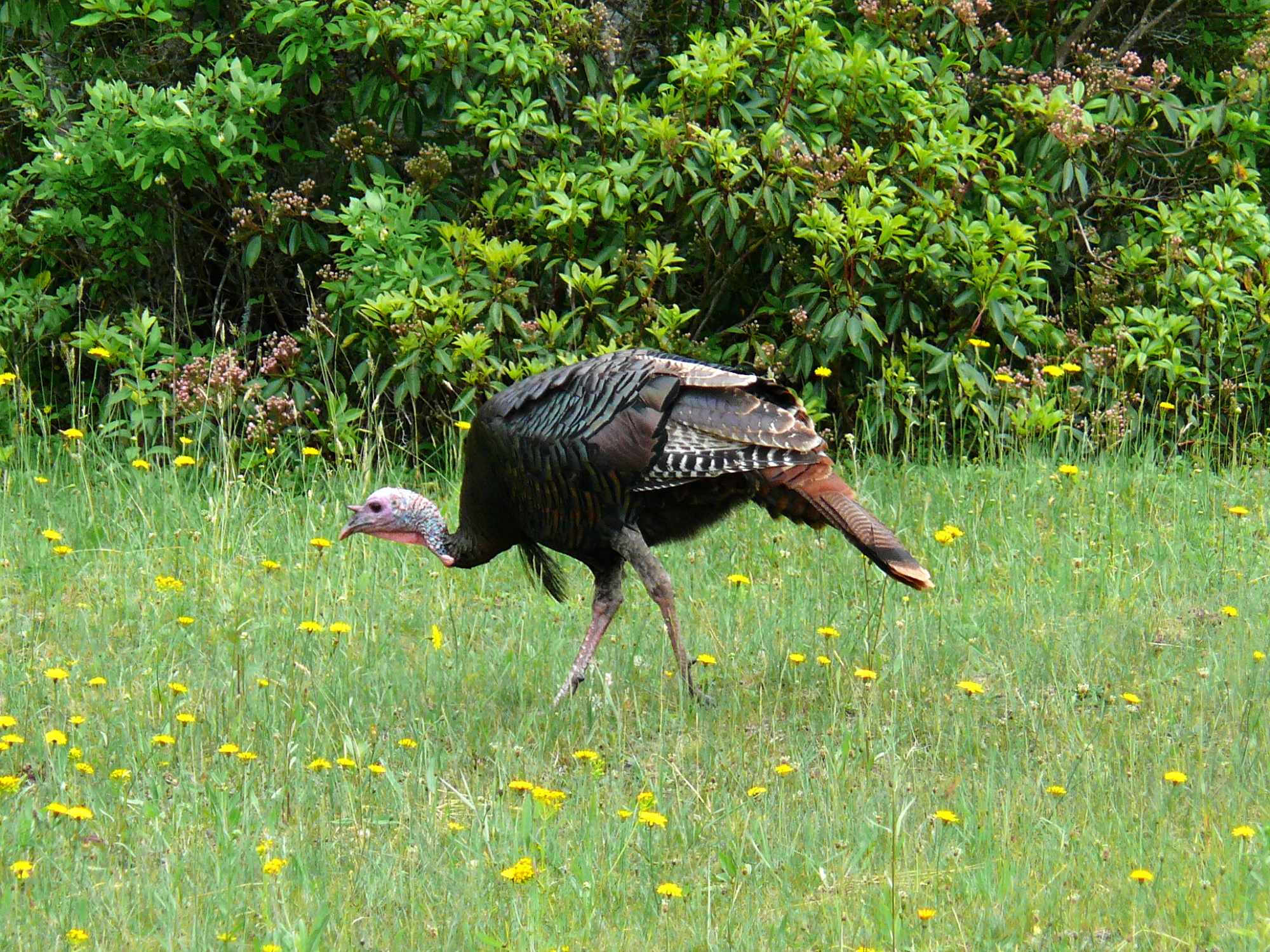
阿巴拉契亚山脉的生物資源豐富，常見的動物像是松鼠、東部棉尾兔、白尾鹿、駝鹿、東加拿大狼、北美山獅、美洲黑熊及圖中的野火雞等

（發音：i/ˌæpəˈleɪʃ(i)ən/ AP-ə-LAY-sh(ee-)ən），又譯阿帕拉契山脉，是北美洲东部的一座山系。南起美国的阿拉巴马州，北至加拿大的纽芬兰和拉布拉多省。最北部余脉则延伸到魁北克的加斯佩地区。平均海拔910米（3000英尺）。最高峰在北卡罗莱纳州的米切尔峰（2037米）。
构成阿巴拉契亚山脉的有纽芬兰省的长岭山、魁北克的圣母山、缅因州的朗费罗山、新罕布夏州的怀特山、佛蒙特州的綠山山脈、塔科尼克山脉；马萨诸塞州的伯克希爾山脈；跨宾夕法尼亚州、马里兰州和西佛吉尼亚州三州的阿勒格尼山脉；跨宾夕法尼亚州、马里兰州、西弗吉尼亚州以及弗吉尼亚州四州的阿巴拉契亚岭谷。还有从宾夕法尼亚州南部到佐治亚州北部的蓝岭山脈。
实际上阿巴拉契高地严格的边界範圍存有争议，阿第倫達克山脈一般被认为是属于加拿大地盾，而非阿帕拉契高地。